# 앤트워프 심포니 오케스트라
앤트워프 심포니 오케스트라는 플랑드르의 심포니 오케스트라(벨기에)로 퀸 엘리자베스 홀(앤트워프)에 소재하고 있다. 앤트워프 심포니 오케스트라는 수석 지휘자 엘림 찬과 명예 지휘자 필립 헤레베헤가 이끌고 있다. 플람스어 공동체에 있는 7개 예술단체 중 하나인 앤트워프 심포니 오케스트라는 이 지역에서 문화를 대표하는 가장 중요한 단체 중 하나이다.
1955년에 창단된 이후로 앤트워프 심포니 오케스트라의 사명은 클래식과 현대 음악 레퍼토리를 가능한 한 폭넓은 청중에게 전하는 것이다. 벨기에에서는 본거지인 앤트워프와 더불어 플랑드르 동부(Muziekcentrum De Bijloke), 플랑드르 서부(Concertgebouw Brugge), 림뷔르흐(Cultuurcentrum Hasselt), 브뤼셀(Bozar/Paleis voor Schone Kunsten/파인 아트 센터)에서 시즌마다 공연하고 있다. 또한, 오케스트라는 플랑드르의 문화 외교사절단으로서 시즌마다 유럽 내외에서 해외 순회공연을 하고 있다.
앤트워프 심포니 오케스트라는 정기 콘서트 외에도 청소년 노동과 장애인 또는 이민자를 위한 프로젝트에도 관심을 기울이고 있다. 이와 관련된 활동을 통해, 앤트워프 심포니 오케스트라는 2016년에 플람스어 공영 라디오 방송국인 클라라에서 “Iedereen Klassiek” 어워드를 수상하기도 했다.
주스트 마에게르만(Joost Maegerman)은 2015년부터 오케스트라의 총감독을 맡고 있다.

## 명칭
앤트워프 심포니 오케스트라는 창단 이래 여러 번에 걸쳐 이름이 변경되었다.
- 2017년 4월 이후 앤트워프 심포니 오케스트라
- 2002년 9월 이후 Koninklijke Filharmonie van Vlaanderen / 로열 플레미시 필하모닉 (줄여서 deFilharmonie)
- 1985년 7월 이후 Koninklijk Filharmonisch Orkest van Vlaanderen
- 1983년 1월 이후 Filharmonisch Orkest van Vlaanderen
- 1955년 창단 시 De Philharmonie van Antwerpen

## 기원과 역사

### 기원
오케스트라는 앤트워프에 있는 필하모닉 협회의 기나긴 전통의 일부이다. 필하모닉 협회의 가장 오래된 전신은 Société Royale d’Harmonie d’Anvers이다(오늘날 Sorodha라는 명칭으로 계속 운영되고 있다). 1814년에 설립된 이 음악협회는 다수의 회원이 참여하고 있으며, 클래식 음악을 통해 앤트워프 시민의 도덕적인 웰빙을 촉진하고 개발한다는 의식을 고양시키는 부르주아적인 어젠다를 가지고 있다.
앤트워프 심포니 오케스트라의 기원은 코닌클리이케 마아츠샤피이 보르 디에르 쿤데 (KMDA)이라 불리는 앤트워프 왕립 동물학회로 거슬러 올라간다. 1843년에 활동을 시작한 이래로, 이 협회는 동물학과 자연의 대화에 주안점을 두었다. 1895년에 코닌클리이케 마아츠샤피이 보르 디에르 쿤데(KMDA)는 회원들을 위한 콘서트를 열기 위해 오케스트라를 만들었다. 여름철 동안 ‘Dierentuinconcerten’ 또는 동물원 콘서트가 동물원에서 열렸다. 겨울철에 오케스트라는 이러한 콘서트를 열기 위해 1897년에 지어진 ‘Grote Feestzaal’(그레이트 페스티벌 홀, 현재 퀸 엘리자베스 홀의 전신)로 이전했다. 에드워드 뵈르벨스와 이후 플로르 알패르츠의 지휘 아래, 프로그램은 에드바르 그리그, 세자르 프랑크, 엑토르 베를리오즈와 같은 작곡가들의 작품을 선보였다. Waelput, Blockx, Wambach, De Mol과 같은 플랑드르 작곡가들도 특별히 소개된 바 있다.
1903년에는 앤트워프에 다른 오케스트라가 창단되었다. 로데비이크 모르텔만스가 지휘하는 Maatschappij der Nieuwe Concerten van Antwerpen였다. 구스타프 말러, 지그프리드 바그너, 한ㄴ스 리히터, 리하르트 슈트라우스, 세르게이 라흐마니노프 같은 객원 지휘자가 이 오케스트라의 지휘를 맡았다. 파블로 데 사라사테, 자크 티보, 파블로 카잘스, 프리츠 크라이슬러와 같은 독주자들이 모르텔만스의 지휘 아래 연주하기도 했다.

### Vzw De Philharmonie (1955~1983년)
코닌클리이케 마아츠샤피이 보르 디에르 쿤데 오케스트라와 마아츠샤피이 디에르 니외베 콘세르텐 오케스트라는 제2차 세계 대전이후에 해체되었다. 전쟁 중에 교양있는 문화오락 활동을 위한 많은 장소가 훼손되어 앤트워프시에는 콘서트홀이 거의 남아 있지 않게 되었다. 1950년대에는 비정규적인 오케스트라를 모으고 공연에 적합한 무대를 찾는 것 역시 어려웠다. 게다가 앤트워프에는 유일한 전문 오케스트라로, 오케스트라 피트에서 특정 역할을 담당하는 코닌클리이케 블라암스 오페라(로열 플레미시 오페라)의 오케스트라만 있었다. 
1955년 11월 12일에, 가스통 아리엥이 예프 마에스, J.A 즈비센, 스티븐 칸다엘과 협력하여 비영리 조직으로 De Philharmonie를 설립했다. 그리고 1956년 1월 19일에 리허설을 시작했다. 50여 회에 이르는 모임 끝에, 1956년 12월 10일에 오페라 하우스에 첫 번째 콘서트가 열렸다.
오케스트라를 위한 영구적 공간을 구하는 것은 상당히 어려운 문제였다. 왕립 동물학회/코닌클리이케 마아츠샤피이 보르 디에르쿤데의 ‘Grote Feestzaal’이 앤트워프시에서 오케스트라를 수용할 정도의 충분히 큰 무대가 갖춰진 유일한 홀이었다. 이 홀은 1958년에 철거되었으나 같은 위치에 퀸 엘리자베스 홀을 짓게 된다. 이로 인해 De Philharmonie는 동물원의 알패르츠 홀(Alpaertszaal)과 주이드의 올림피아 스포츠 홀(이후 질리온이라는 나이트클럽에서 점유)을 포함한 앤트워프시의 여러 장소를 다니며 리허설을 하게 된다.
1959년에 네덜란드 출신의 에두아르트 플립세가 De Philharmonie의 초대 수석 지휘자가 되었다. 1960년대에 De Philharmonie는 성공적인 시간을 보낸다. 1960년에 엘리자베스 여왕은 자신의 이름을 따 퀸 엘리자베스 홀로 불리게 될 새로운 홀을 공식적으로 발족시켰다. 그 이후로 오케스트라는 공연을 위한 전용 음악 공간을 가지게 되었다. 플람스어 공영 TV 방송국인 BRT도 정기적으로 오케스트라 공연 서비스를 요청했다.
플립세는 1970년에 은퇴했다. 발레르 레내르츠를 시작으로, 3년 후 그 뒤를 이은 엔리케 호르다와 같은 다양한 오케스트라 멤버들이 지휘자로 활동했다. 안드레 반데르노트는 1975년부터 1983년까지 객원 지휘자였다.
1980년부터 De Philharmonie는 데싱겔과 합쳤다. 코닌클리이크 블라암스 콘세르바토리움(앤트워프 왕립 음악원)의 설립자인 페테르 베누아의 꿈이 수십 년만에 이루어진 것이었다. 마침내 오케스트라는 앤트워프에서 두 번째로 본격적인 무대를 가지게 되었다. 그러나 예산 측면에서 상황은 점차 어려워졌다. 플랑드르 문화 장관 카렐 포마는 오케스트라를 해체하겠다고 위협했다. 이를 위해 감사가 진행되었고, 급격한 조직 개편이 필요한 것으로 결론이 났다.

### De Filharmonie van Vlaanderen (1983~1985년)
감사 보고서의 지적 사항에 따라, 1983년에 De Filharmonie van Vlaanderen라는 명칭으로 새로운 비영리 조직이 설립된다. 에밀 차카로프가 수석 지휘자로 임명되고 새로운 이사회가 조직되었다. 규정이 변경됨에 따라, 오케스트라는 이제 자체적으로 콘서트를 개최할 수도 있게 되었다.

### Koninklijk Filharmonisch Orkest van Vlaanderen (1985~2002년)
1985년에 오케스트라의 명칭이 Koninklijk Filharmonisch Orkest van Vlaanderen으로 변경되었다.
1987년에 귄터 노이홀드가 신임 수석 지휘자로 임명되었다. 그는 플레미시 현대음악 작곡가인 뤽 브레바에이스와 같은 이들의 작품에 집중했다. 1996년에 오케스트라는 앤트워프의 에일란트제 지역에 새로 지은 형태의 영구적인 리허설 장소를 확보하게 된다.
1998~1999년 시즌 동안, 필립 헤레베헤가 예술 감독으로 오케스트라에 입단하게 된다. 그 이후로 그는 오케스트라와 영구적인 협력관계를 맺고 있다.

### deFilharmonie - 로열 플레미시 필하모닉 (2002~2017년)
오케스트라에 대한 국제적인 관심이 높아짐에 따라 2002년에 deFilharmonie(로열 플레미시 필하모닉)이라는 새로운 이름을 가지게 되었다.
2008년에 야프 판 즈베덴이 수석 지휘자로 임명되었으며, 마틴 브래빈스는 영구 객원 지휘자로, 필리페 헤레베헤는 상임 지휘자로 임명되었다. 이 덕분에 오케스트라는 견고한 예술적 기반을 구축할 수 있게 되었다. 2011년에 에도 데 바아르트가 수석 지휘자 야프 판 즈베덴의 후임이 되었다. 2009년에는 deFilharmonie를 상주 오케스트라로 하여 새로운 퀸 엘리자베스 홀을 짓도록 결정되었으며, 이는 플랑드르 마스터 아키텍트(Flemish Master Architect)의 자문과 플람스어 공동체의 지원을 받아 이루어졌다.
3년에 걸친 개보수 공사 후, 2016년 11월에 새로운 퀸 엘리자베스 홀은 마틸드 여왕에 의해 공식적으로 발족하게 된다. deFilharmonie가 새로운 센터에서 4번의 발족 기념 콘서트가 열었던 곳과 같은 장소이다. 이후에 오케스트라는 퀸 엘리자베스 홀에서 리허설, 공연, 음반 녹음을 하게 되었다.

### 앤트워프 심포니 오케스트라 (2017년~)
새로운 콘서트홀이 국제적인 관심을 끌면서 오케스트라 명칭을 다시 바꾸게 된다. 2017년 4월 3일, 오케스트라는 앤트워프 심포니 오케스트라로 명칭을 변경했다.
2017~2018년 시즌 이래, 앤트워프 심포니 오케스트라는 데싱겔과 협업하여 매 시즌 해외 오케스트라를 퀸 엘리자베스 홀에 초청하는 행사를 주관해 왔다.
2019~2020년 콘서트 시즌이 시작되면서 엘림 찬이 앤트워프 심포니 오케스트라의 신임 수석 지휘자가 되었다. 엘림 찬은 31세로, 수석 지휘자직을 맡게되면서 오케스트라 역사상 최연소 수석 지휘자가 되었다.

## 콘서트

### 장소
오케스트라의 공연은 퀸 엘리자베스 홀에서뿐만 아니라, 매 시즌 데싱겔, 데 로마, AMUZ, 세인트 찰스 보로메오 교회, 성모 마리아 대성당, 신트-얀스플라인과 같은 앤트워프의 다른 장소에서도 열린다. 그외 파인 아트 센터(브뤼셀), 콘세르트게보우브(브뤼허), 무지에크센트룸 데 빌로케(헨트), CCHA(하셀트)와 같은 콘서트홀도 오케스트라가 공연하는 음악 공간이다.
플랑드르의 문화 외교사절단으로서, 앤트워프 심포니 오케스트라는 이미 필하모닉 홀(상트페테르부르크), 국가대극원(베이징), 무시크베라인 및 콘세르트하우스(비엔나), 코닌클리이크 콘세르트게보우브(암스테르담), 산토리 홀 및 도쿄문화회관(도쿄), 부다페스트 예술궁전(부다페스트) 같은 해외 콘서트홀에서도 공연했다. 2019년 4월에 앤트워프 심포니 오케스트라는 라틴 아메리카를 순회 공연한 최초의 플레미시 오케스트라가 되었다. 보고타의 Teatro Mayor(콜롬비아)와 상파울루의 Sala São Paulo(브라질)에서 공연했다.

### 전통
앤트워프 심포니 오케스트라에는 몇 가지 전통이 있다. 몇 가지 (연례) 정기 콘서트가 그것이다.
앤트워프 심포니 오케스트라는 해마다 앤트워프 성모 마리아 대성당에서 성당 콘서트, 세인트 찰스 보로메오 교회에서 크리스마스 콘서트, 퀸 엘리자베스 홀에서 신년 콘서트를 연다. 또한, 오케스트라는 10년 이상 앤트워프의 신트-얀스플라인에서 9월의 첫 번째 주말에 야외 콘서트를 열어, 쉽게 다가갈 수 있는 클래식 음악 프로그램을 진행하고 있다.

## 음반 녹음
앤트워프 심포니 오케스트라는 PHI, BIS 레코즈, PentaTone Classics 같이 클래식 음반으로 유명한 음반사들과 녹음 작업을 하고 있다.

## 교육 및 봉사활동
교육 및 봉사활동은 앤트워프 심포니 오케스트라가 충족하는 사회적 및 교육적 사명에 따라 많은 이니셔티브를 그룹으로 묶이게 된다. 오케스트라는 지속적인 문화적 체험을 함양해주어, 어린이, 청년, 취약계층 및 다양한 문화적 배경을 가진 사람들이 클래식 음악에 참여할 수 있도록 한다. 특히 어린이와 청년을 대상으로 하는 이런 프로젝트는 앤트워프 심포니 오케스트라가 설립된 목적이자, 일관된 주제다.
비영리 예술단체로서 앤트워프 심포니 오케스트라는 여러 청소년 오케스트라(2007년 설립된 리믹스(Re-Mix) 오케스트라, 2018년 설립된 Antwerps Jeugdorkest와 2018년 세워진 플랑드르 청소년 오케스트라(Youth Orchestra Flanders))를 뒷받침하는 원동력 역할을 한다. 2018년에는 앤트워프 심포니 오케스트라 아카데미도 설립했다. 또한, 2년마다 한 번씩 Musica SoundMine 작곡 인턴십에 참여하고 있다.

## 지휘자

### 수석 지휘자
- 2019년~현재 엘림 찬
- 2011~2016년 에도 데 바르트
- 2008~2011년 야프 판 즈베덴
- 2002~2008년 다니엘레 칼레가리
- 1998년 필립 헤레베헤 (1998년부터 앤트워프 심포니 오케스트라와 영구적인 협력관계)
- 1995~1998년 그랜트 르웰린
- 1991~1995년 무하이 탕
- 1986~1991년 귄터 노이홀드
- 1983~1986년 에밀 차카로프
- 1975~1983년 안드레 반데르노트
- 1970~1975년 엔리케 호르다
- 1959~1970년 에두아르트 플립세

### 총감독
- 2015년~현재 주스트 마에게르만
- 2009~2015년 한스 베르부그트
- 2009년 장 피에르 그루타에르스
- 2004~2008년 한스 바에게
- 2000~2004년 잔 라에스
- 1993~2000년 뤽 바낙케레
- 1991~1992년 마르크 안세에우브
- 1986~1991년 뤽 바낙케레
- 1984~1986년 마르크 클레메우르
- 1964~1983년 프랑수아 퀴벨리에르

## 음반 (셀렉션)
- 베르트 요리스: Dangerous Liaison (브뤼셀 재즈 오케스트라와 협연)
- 클로드 드뷔시 / 뤽 브레바에이스: Preludes - 심포니 오케스트라를 위한 편곡, 다니엘레 칼레가리 지휘 (2005년)
- 루드비히 반 베토벤: 교향곡 제4번 내림 나장조 Op.  60 및 교향곡 제7번 가장조 Op. 92, 필립 헤레베헤 지휘 (2005년)
- 모리스 라벨 - 오케스트레이션: 무소르그스키 – 드뷔시 – 샤브리에 - 슈만
- 기아 캔첼리: Simi (첼로와 오케스트라) & Magnum Ignotum (목관 앙상블)
- 칼레비 아호: 트롬본과 트럼펫 협주곡, 마틴 브레비스 지휘
- 안톤 드보르작: 바이올린과 오케스트라 협주곡 가단조, Op. 53 / 요세프 수크: 환상곡 사단조, Op. 24 및 사랑 노래, Op. 7, 알란 부리바예프 지휘
- 빌헬름 스텐함마르: 교향곡 제2번, 크리스티안 린드베리 지휘
- 로베르트 슈만: 교향곡 제2번 및 제4번, 필립 헤레베헤 지휘

이 작은 셀렉션에 더해, 앤트워프 심포니 오케스트라(deFilharmonie, Royal Flemish Philharmonic, Koninklijk Vlaams Filharmonisch Orkest)는 페테르 베누아, 오귀스트 데 보에크, 요세프 칼라에르츠, 빔 헨데릭스, 뤽 반 호브, 요세프 용겐, 예프 마에스, 아르튀르 묄레만스, 로데비이크 모르텔만스, 노르베르 로쏘, 아돌프 사뮈엘, 앙리 비외텅, 외젠 이사이 같은 벨기에 작곡가의 작품들을 주로 마틴 브래빈스의 지휘로 다수 녹음했다.

## 참조문헌
Jan de Zutter, Jan Dewilde, Tom Eelen: Van de Philharmonie tot deFilharmonie, Antwerp, 2005, 287 p.